# Ключевский район
Ключе́вский райо́н — административно-территориальное образование (сельский район) и муниципальное образование (муниципальный район) в  Алтайском крае России.
Административный центр — село Ключи, расположенное в 383 км от Барнаула.

## География
Район расположен в западной части края и граничит на западе с Павлодарской областью Казахстана, на севере с Кулундинским, на востоке с Родинским районом, на юго-востоке с Волчихинским районом, на юге с Михайловским районом
Площадь — 3043 км². Занимает 23 место по площади из районов Алтайского края.
Рельеф — равнинный. Абсолютные высоты 125-160 м. Климат резко континентальный. Средняя температура января −18,6 °C, июля +20,8 °C. Годовое количество атмосферных осадков 270 мм. На территории района 26 озёр. Почвы каштановые. Растут берёза, осина, тополь, вяз, клён, сосна, степное разнотравье. Обитают из зверей: лиса, заяц, корсак, ондатра, хорёк, лось, косуля, белка, рысь; из птиц — гуси, журавль-красавка, лысуха, тетерев, куропатка.

## Физико-географическое районирование
Ключевский район относится к Западно-Сибирской физико-географической стране; Кулундинской провинции; Сухостепной подпровинции. Включает Шарбактинский и Кулундинский физико-географические районы.

## Природно-ресурсная характеристика
Ключевский район находится в западной части Алтайского края на границе с Казахстаном. В геологическом отношении территория однородна: территория Ключевского района расположена в пределах Кулундинской тектонической впадины Западно – Сибирской плиты. С геологическим строением тесно связан рельеф территории. Рельеф Ключевского района довольно однообразен. Данная территория расположена в пределах Кулундинской равнины, сложенной озерными и озерно-аллювиальными отложениями. Рельеф слабоволнистый, местами осложнен гривами и холмами (особенно в западной части района, где расположен сосновый бор), котловинами выдувания и многочисленными плоскими «степными блюдцами». Поверхностные породы представлены песками, супесями, суглинками. К пониженным участкам в рельефе приурочены озера. На территории района значительны ресурсы гипса и мергелей. Их отложения наблюдаются в озерах. На юге расположено Петуховское месторождение мергелей, а в юго-восточной части - месторождения гипса. В северо-восточной и северо-западной части района расположены месторождения кирпично-черепичной глины (Ключевское, Петуховское, Каипское). Ресурсы глинистых пород являются сырьевой базой для производства строительных материалов.
Ключевское месторождение подземных промышленных вод расположено в районе озер Кривая Пучина – Толубай. Средняя мощность водоносного горизонта 8,1 м. Концентрация минерализованных вод изменяется от 24,8 до 255,6 г/л.
Климат района характеризуется резкой континентальностью: зима малоснежная, холодная, с сильными ветрами и метелями; лето короткое, но жаркое; переходные сезоны короткие. Высокие годовые амплитуды температур. Самым холодным месяцем в году является январь. Март холоднее ноября. Редко, но наблюдаются оттепели в зимние месяцы. Продолжительность теплого периода в среднем составляет 195-200 дней. Среднее количество осадков составляет 250-300 мм в год. Характерны засухи. В осенний и зимний периоды преобладают южные ветры (район находится в зоне воздействия Сибирского антициклона). Весной и летом преобладают северные ветры. Средняя скорость ветра 4-5 м/с. В период наибольшей активной Сибирского антициклона наблюдаются ветры со скоростью более 15 м/с. Летом случаются пыльные бури, а зимой - бураны.
Согласно почвенно - географическому районированию Алтайского края, территория района расположена в зоне каштановых почв сухой степи, особенностью которых является малое количество гумуса, легкий механический состав, подверженность ветровой эрозии. По циклам агрохимического обследования средневзвешенное содержание гумуса колеблется от 2,7 до 3,1 %, что соответствует классу с низкой обеспеченностью. Почвы подвержены дефляции, быстрой минерализации органических остатков при легком механическом составе и недостаточном пополнении запасов органического вещества при обработке этих почв. Высокая распаханность территории (52,7 %), недостаточное количество лесных полос и их разреженность в условиях повышенного ветрового режима привели к тому, что почти вся территория района, кроме юго-западной части (лесных насаждений), подвержена ветровой эрозии (дефляции). Увлажнение недостаточное.
Положительное воздействие на растительные сообщества оказывают лесозащитные полосы (в основном из широколиственных пород). В соответствии с хозяйственным и экологическим значением лесного фонда, сосновый лес отнесен к «особо ценным лесным массивам». Определяющим типом растительности Ключевского района являются разнотравно-типчаково-ковыльные и типчаково-полынные степи. Степи представлены дерновинными злаками: типчаком, тонконогом, ковылем Залесского. Встречаются ковыль-волосатик, ковыль красный, тимофеевка степная. Из корневищных злаков произрастают костер безостый и вейник шилоцветный. Значительный процент в растительных сообществах составляют полынь сизая, полынь-эстрагон, полынь веничная, горичник русский, астрагал, лапчатка серебристая и др. Целебные травы: полынь, лопух-репейник, солодка и др. Кулундинская степь, в пределах которой располагается Ключевский район, отличается особым разнообразием животного мира. Местную фауну представляют большой и мохноногий тушканчик, обыкновенный хомяк, зайцы беляк и русак, лисица, корсак, встречаются волк, лоси, косули. На сохранившихся островках целинных степей, используемых для пастбищ и сенокосов, и в лесозащитных полосах обитает множество видов птиц: перепел, славка, овсянка, черноголовый чекан; в сырых луговинах встречаются жёлтая трясогузка и чибис. Чаще других встречаются полевые жаворонки, грачи, серые вороны, сороки, воробьи. На озерах водятся кряква, чирки, шилохвост, хохлатая чернеть, чайка, утка-пеганка, красношейная и черношейная поганки, а по берегам озер обычны кулики: поручейник, перевозчик, черныш, чибис, ветренник. В западной части района, в сосновом бору, встречается тетерев-косач, глухарь.
Организованы ООПТ: оз.Шукыртуз, оз.Бульдюк, оз.Петуховское, оз.Куричье и урочище Касалгач.

## Гидрография
Территория Ключевского района совершенно бессточна и не имеет современной гидрографической сети. Значительную площадь района занимают озера, располагающиеся одиночно и группами (Петухово, Куричье, Кривая Пучина и др.). Они расположены в замкнутых и полузамкнутых понижениях, в межгривных низинах. Питание озер происходит только за счет атмосферных осадков и поверхностного стока с близлежащих площадей. Вода в этих озерах большей частью минерализована.
На большинстве озер весенний подъем уровня воды начинается чаще всего в первой декаде апреля и совпадает с началом половодья на реках. Озера с малыми глубинами (до 1 м) зимой часто промерзают до дна. В засушливые годы большинство мелких озер пересыхает и днища их превращаются в солончаки.
Самые крупные озера: оз.Петухово и оз. Куричье.

## Лесной фонд
Лесной фонд занимает 48939 га, или 16,1 % всей площади района. Сосновый бор, расположенный на песчаных возвышенностях и холмах, предохраняет почву от ветровой эрозии. Положительное воздействие на растительные сообщества оказывают лесозащитные полосы (в основном из широколиственных пород). В соответствии с хозяйственным и экологическим значением лесного фонда, сосновый лес отнесен к «особо ценным лесным массивам». Относится к Ключевскому лесничеству.

## История
Образован 24 сентября 1924 года. В марте 1941 года часть территории района была передана в новый Михайловский район. 15 января 1944 года 9 сельсоветов Ключевского района были переданы в новый Табунский район.
Здесь ранее располагался один из 4 аэропортов малой авиации в Алтайском крае. Сегодня из них 2 функционируют (Камень-на-Оби, Солонешное).

## Население
| 1959    | 1996    | 1997    | 1998    | 1999    | 2000    | 2001    | 2002    | 2003    | 2004    | 2005    | 2006    |
| ------- | ------- | ------- | ------- | ------- | ------- | ------- | ------- | ------- | ------- | ------- | ------- |
| 23 665  | ↘20 400 | ↗20 501 | ↗20 600 | ↗20 700 | ↗20 800 | ↘20 700 | ↘20 300 | ↘20 067 | ↘19 921 | ↘19 785 | ↘19 556 |
| 2007    | 2008    | 2009    | 2010    | 2011    | 2012    | 2013    | 2014    | 2015    | 2016    | 2017    | 2018    |
| ↘19 294 | ↘19 053 | ↘18 931 | ↘18 267 | ↘18 212 | ↘17 849 | ↘17 554 | ↘17 333 | ↘17 214 | ↘17 041 | ↘16 788 | ↘16 459 |
| 2019    | 2020    | 2021    |         |         |         |         |         |         |         |         |         |
| ↘16 189 | ↘15 927 | ↘13 070 |         |         |         |         |         |         |         |         |         |

### Национальный состав[21]
| национальность | мужчин | женщин | всего  | %    |
| -------------- | ------ | ------ | ------ | ---- |
| русские        | 8 831  | 9 630  | 18 461 | 91,8 |
| немцы          | 312    | 316    | 628    | 3,1  |
| украинцы       | 229    | 260    | 489    | 2,4  |
| татары         | 49     | 75     | 124    | 0,6  |
| белорусы       | 50     | 53     | 103    | 0,5  |
| казахи         | 27     | 45     | 72     | 0,36 |
| молдаване      | 17     | 11     | 28     | 0,14 |
| чуваши         | 12     | 13     | 25     | 0,12 |

## Административно-муниципальное устройство
Ключевский район с точки зрения административно-территориального устройства края включает 10 административно-территориальных образований — 10 сельсоветов.
Ключевский муниципальный район в рамках муниципального устройства включает 10 муниципальных образований со статусом сельских поселений:
| №  | Сельское поселение        | Административный центр | Количество населённых пунктов | Население (чел.) | Площадь (км²) |
| -- | ------------------------- | ---------------------- | ----------------------------- | ---------------- | ------------- |
| 1  | Васильчуковский сельсовет | село Васильчуки        | 1                             | ↘1046            | 233,01        |
| 2  | Зелёнополянский сельсовет | село Зелёная Поляна    | 3                             | ↘711             | 363,38        |
| 3  | Истимисский сельсовет     | село Истимис           | 1                             | ↘548             | 152,77        |
| 4  | Каипский сельсовет        | село Каип              | 1                             | ↘373             | 282,36        |
| 5  | Ключевский сельсовет      | село Ключи             | 3                             | ↘7353            | 331,57        |
| 6  | Новополтавский сельсовет  | село Новополтава       | 2                             | ↘726             | 277,65        |
| 7  | Новоцелинный сельсовет    | посёлок Целинный       | 2                             | ↘1071            | 114,75        |
| 8  | Петуховский сельсовет     | село Петухи            | 2                             | ↘746             | 410,99        |
| 9  | Покровский сельсовет      | село Покровка          | 1                             | ↗432             | 160,30        |
| 10 | Северский сельсовет       | село Северка           | 1                             | ↘1441            | 716,55        |

В 2010 году Платовский и Ключевский сельсовет объединены в Ключевский сельсовет.
5 сентября 2014 Зелёнополянский сельсовет и Марковский сельсовет объединены в Зелёнополянский сельсовет с административным центром в селе Зелёная Поляна.

### Населённые пункты
В Ключевском районе 18 населённых пунктов:

| Ключи       | ↘7107 |
| Северка     | ↘1441 |
| Целинный    | ↘1189 |
| Васильчуки  | ↘1046 |
| Петухи      | ↘874  |
| Новополтава | ↘810  |

| Истимис        | ↘548 |
| Покровка       | ↗432 |
| Зелёная Поляна | ↘429 |
| Каип           | ↘373 |
| Марковка       | ↘284 |
| Платовка       | ↘269 |

| Нововознесенка | →168 |
| Петровка       | ↘132 |
| Красный Яр     | ↘126 |
| Западный Угол  | ↘80  |
| Слава          | ↘42  |
| Макаровка      | ↗26  |

### Упразднённые населённые пункты
- Алексеевка
- Безымянное
- Заря
- Каскаим
- Кекино
- Междукамыш
- Новоголубино
- Новый Восток
- Петуховский Содовый Завод
- Писаревка
- Ульяновка
- Федотовка

## Экономика
Основное направление экономики — сельское хозяйство: производство зерна, мяса, молока. На территории района находятся предприятия по переработке сельхозпродукции, авторемонтное, мехлесхоз. Крупнейшие предприятия сельского хозяйства в районе — ОАО «Ключёвский элеватор», СПК «Западный» и Крестьянское хозяйство Гукова А. В. Динамика промышленного производства напрямую связана с полным прекращением производства основных товаров (муки, крупы, комбикорма) на производственных площадях ОАО «Ключевской элеватор». Объемы производства продукции Ключевского филиала АО «Новосибирский мелькомбинат» за 2018 год снизились в 5 раз в сравнении с предыдущим годом, полностью остановлено производство хлебобулочных изделий.

## Транспорт
По территории района проходят автомобильные трассы Рубцовск — Михайловское — Карасук и Ключи — Родино, а также железнодорожная магистраль, которая закрыта для пассажирских перевозок. Также имеется автостанция Ключи, автобусными рейсами можно добраться до Барнаула, Павлодара, Славгорода, Рубцовска. Район расположен в 383 км от Барнаула по трассе 01К-07.
Железнодорожная станция Ключи-Славгородские обслуживает пассажиров в качестве кассы для продажи билетов. В середине 60-х годов XX века в Ключах был открыт собственный аэропорт. Самолётами малой авиации пассажиров перевозили в Барнаул и Павлодар. В настоящее время закрыт.

## Известные люди, связанные с Ключевским районом
- Курченко, Надежда Владимировна — бортпроводник Сухумского авиационного отряда. Погибла (убита), пытаясь предотвратить угон самолёта террористами. Награждена орденом Красного Знамени (посмертно).
- Булдаков, Алексей Иванович — советский и российский актёр театра и кино, Народный артист Российской Федерации (2009).
- Кашпур, Владимир Терентьевич - советский и российский актёр театра и кино. Народный артист РСФСР